# Karate vid europeiska spelen 2015
Karate vid europeiska spelen 2015 i Baku avgjordes mellan 13 juni - 14 juni i Bakus kristallhall. Tävlingarna bestod av sex grenar för herrarna och sex för damerna.

## Medaljsummering
Herrar
| Gren           | Guld                       | Silver                        | Brons                    |
| Kumite 60 kg   | Firdovsi Farzalijev (AZE)  | Luca Maresca (ITA)            | Emil Pavlov (MKD)        |
| Kumite 67 kg   | Burak Uygur (TUR)          | Steven Da Costa (FRA)         | Niyazi Alijev (AZE)      |
| Kumite 75 kg   | Rafael Aghajev (AZE)       | Luigi Busa (ITA)              | Erman Eltemur (TUR)      |
| Kumite 84 kg   | Ajkhan Mamajev (AZE)       | Michail Georgios Tzanos (GRE) | Uğur Aktaş (TUR)         |
| Kumite + 84 kg | Enes Erkan (TUR)           | Jonathan Horne (GER)          | Martin Nestorovski (MKD) |
| Kata           | Damián Hugo Quintero (ESP) | Mattia Busato (ITA)           | Mehmet Yakan (TUR)       |

Damer
| Gren           | Guld                       | Silver                        | Brons                   |
| Kumite 50 kg   | Serap Özçelik (TUR)        | Bettina Plank (AUT)           | Alexandra Recchia (FRA) |
| Kumite 55 kg   | Emily Thouy (FRA)          | Jelena Kovačević (CRO)        | Ilaha Gasimova (AZE)    |
| Kumite 61 kg   | Lucie Ignace (FRA)         | Merve Coban (TUR)             | Ana Lenard (CRO)        |
| Kumite 68 kg   | Irina Zaretska (AZE)       | Alisa Theresa Buchinger (AUT) | Marina Raković (MNE)    |
| Kumite + 68 kg | Maša Martinović (CRO)      | Meltem Hocaoğlu (TUR)         | Ivanna Zajtseva (RUS)   |
| Kata           | Sandra Sánchez Jaime (ESP) | Sandy Scordo (FRA)            | Dilara Bozan (TUR)      |